# Camellia limonia
Camellia limonia là một loài thực vật có hoa trong họ Theaceae. Loài này được C.F.Liang & S.L.Mo mô tả khoa học đầu tiên năm 1982.